# Phenakospermum guyannense
Espèce
Classification APG III (2009)

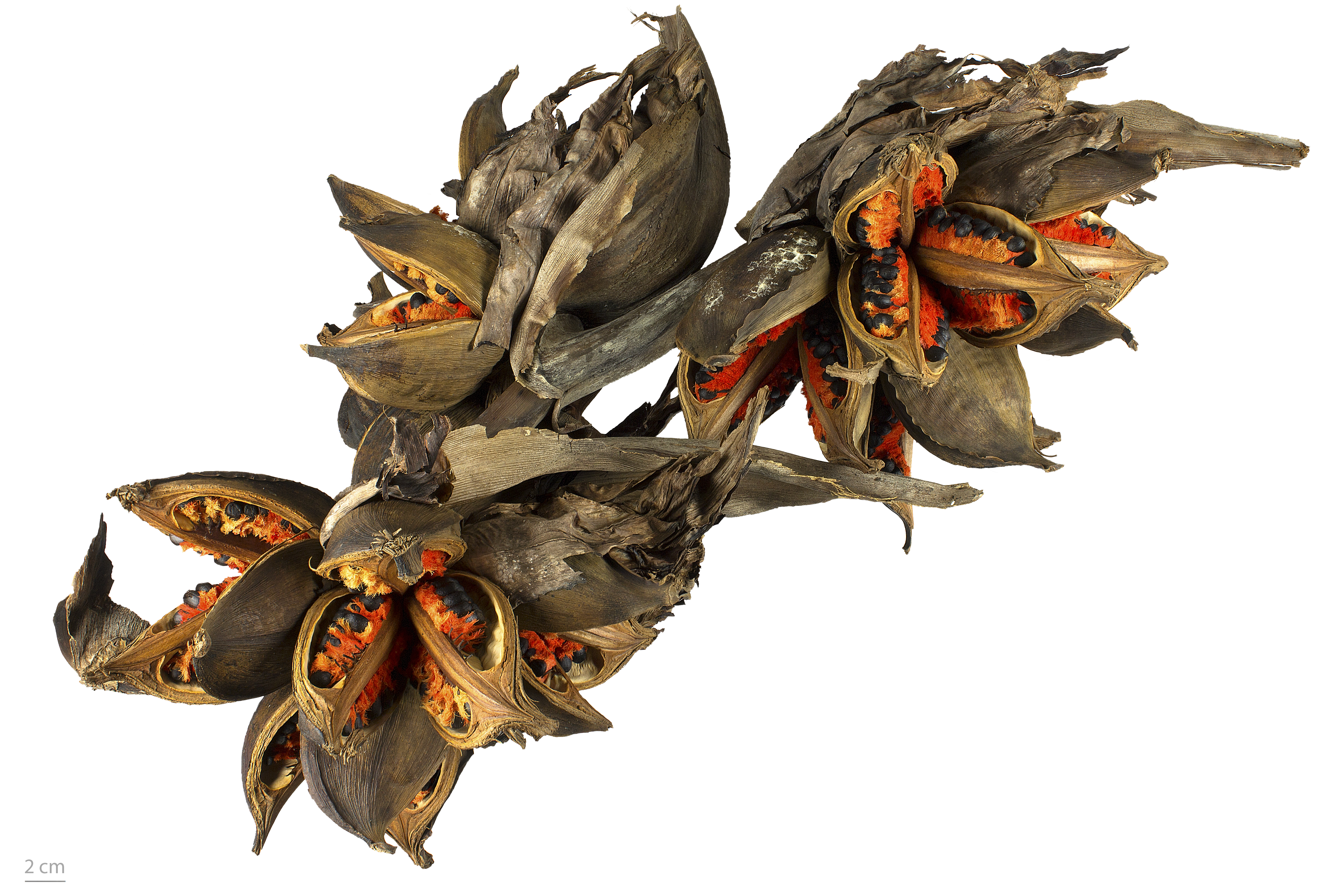
Phenakospermum guyannense au Muséum de Toulouse.

Phenakospermum guyannense est une espèce de plantes à fleurs de la famille des Strelitziaceae. C'est la seule espèce du genre monotypique Phenakospermum, plante néotropicale pouvant atteindre 5 mètres de hauteur dans son environnement d'origine. Elle appartient à la famille des Strelitziaceae. L'espèce a été décrite pour la première fois en 1831 par Achille Richard, sous le nom d'Urania guyannensis. On la rencontre dans le bassin amazonien.

## Synonymes
- Urania guyannensis A.Rich.[2]
- Ravenala guyannensis (A.Rich.) Steud.[3]
- Urania amazonica Mart.[4]
- Phenakospermum amazonicum (Mart.) Miq.[5]
- Musidendron amazonicum (Mart.) Nakai[6]